# Rhizobium
Rhizobium (лат.) — род бактерий из семейства Rhizobiaceae класса альфа-протеобактерий, входящий в группу клубеньковых бактерий. Это грамотрицательные почвенные бактерии, способные к фиксации азота. Вступают в симбиотические отношения с представителями семейства бобовых, а также растениями рода Parasponia из семейства коноплёвых.
Бактерии рода колонизируют клетки корня растения, образуя корневые клубеньки; здесь, в условиях с пониженным содержанием кислорода, они преобразуют атмосферный азот в аммиак, обеспечивая растению доступ к органическому азоту в форме глутамина или  уреидов. В обмен растение поставляет бактериям сахара, образовавшиеся в ходе фотосинтеза, и обеспечивает им аэробные условия.

## История
Впервые микроорганизм из корневых клубеньков бобовых выделил и получил в культуре нидерландский учёный Бейеринк в 1888 году. Он назвал его Bacillus radicicola, и сейчас, в Справочнике Берджи по бактериологической систематике он относится к роду Rhizobium.

## Исследования
Способность бактерий из рода Rhizobium фиксировать атмосферный азот и образовывать устойчивый симбиоз с растениями давно привлекала внимание учёных. Сейчас активно ведутся исследования по созданию новых видов растений, способных вступать в симбиоз с этими бактериями. Такое открытие помогло бы повысить продуктивность растений без использования азотных удобрений. В исследования включается генетическое картирование различных видов Rhizobium и их растений-хозяев, таких как соя и люцерна посевная.

## Виды
На декабрь 2017 года в род включают следующие виды:
- Rhizobium acidisoli Román-Ponce et al. 2016
- Rhizobium aethiopicum Aserseet al. 2017
- Rhizobium aggregatum (Hirsch and Müller 1986) Kaur et al. 2011
- Rhizobium alamii Berge et al. 2009
- Rhizobium alkalisoli Lu et al. 2009
- Rhizobium altiplani Barauna et al. 2016
- Rhizobium alvei Sheu et al. 2015
- Rhizobium anhuiense Zhang et al. 2015
- Rhizobium azibense Mnasri et al. 2014
- Rhizobium azooxidifex Behrendt et al. 2016
- Rhizobium bangladeshense Rashid et al. 2015
- Rhizobium binae Rashid et al. 2015
- Rhizobium calliandrae Rincón-Rosales et al. 2013
- Rhizobium capsici Lin et al. 2015
- Rhizobium cauense Liu et al. 2015
- Rhizobium cellulosilyticum García-Fraile et al. 2007
- Rhizobium daejeonense Quan et al. 2005
- Rhizobium ecuadorense Ribeiro et al. 2015
- Rhizobium endophyticum López-López et al. 2011
- Rhizobium endolithicum Parag et al. 2014
- Rhizobium etli Segovia et al. 1993
- Rhizobium fabae Tian et al. 2008
- Rhizobium favelukesii Torres tejerizo et al. 2016
- Rhizobium flavum Gu et al. 2014
- Rhizobium freirei Dall'Agnol et al. 2013
- Rhizobium galegae Lindström 1989
- Rhizobium gallicum Amarger et al. 1997
- Rhizobium gei Shi et al. 2016
- Rhizobium grahamii López-López et al. 2012
- Rhizobium hainanense Chen et al. 1997
- Rhizobium halophytocola Bibi et al. 2012
- Rhizobium helianthi Wei et al. 2015
- Rhizobium huautlense Wang et al. 1998
- Rhizobium indigoferae Wei et al. 2002
- Rhizobium ipomoeae Sheu et al. 2016
- Rhizobium jaguaris Rincón-Rosales et al. 2013
- Rhizobium laguerreae Saïdi et al. 2014
- Rhizobium larrymoorei (Bouzar and Jones 2001) Young 2004
- Rhizobium leguminosarum (Frank 1879) Frank 1889 emend. Ramírez-Bahena et al. 2008typus
- Rhizobium lemnae Kittiwongwattana and Thawai 2014
- Rhizobium leucaenae Ribeiro et al. 2012
- Rhizobium loessense Wei et al. 2003
- Rhizobium lupini (Schroeter 1886) Eckhardt et al. 1931
- Rhizobium lusitanum Valverde et al. 2006
- Rhizobium mayense Rincón-Rosales et al. 2013
- Rhizobium mesoamericanum López-López et al. 2012
- Rhizobium mesosinicum Lin et al. 2009
- Rhizobium metallidurans Grison et al. 2015
- Rhizobium miluonense Gu et al. 2008
- Rhizobium mongolense Van Berkum et al. 1998
- Rhizobium multihospitium Han et al. 2008
- Rhizobium oryzicola Zhang et al. 2015
- Rhizobium oryziradicis Zhao et al. 2017
- Rhizobium pakistanense Khalid et al. 2015
- Rhizobium paknamense Kittiwongwattana and Thawai 2013
- Rhizobium paranaense Dall’Agnol et al. 2014
- Rhizobium petrolearium Zhang et al. 2012
- Rhizobium phaseoli Dangeard 1926 emend. Ramírez-Bahena et al. 2008
- Rhizobium pisi Ramírez-Bahena et al. 2008
- Rhizobium populi Rozahon et al. 2014
- Rhizobium puerariae Boonsnongcheep et al. 2016
- Rhizobium radiobacter (Beijerinck and van Delden 1902) Young et al. 2001
- Rhizobium rhizogenes (Riker et al. 1930) Young et al. 2001
- Rhizobium rhizoryzae Zhang et al. 2014
- Rhizobium rosettiformans Kaur et al. 2011
- Rhizobium rubi (Hildebrand 1940) Young et al. 2001
- Rhizobium selenitireducens corrig. Hunter et al. 2008
- Rhizobium smilacinae Zhang et al. 2015
- Rhizobium soli Yoon et al. 2010
- Rhizobium sophorae Jiao et al. 2015
- Rhizobium sophoriradicis Jiao et al. 2015
- Rhizobium sphaerophysae Xu et al. 2012
- Rhizobium straminoryzae Lin et al. 2014
- Rhizobium subbaraonis Ramana et al. 2013
- Rhizobium sullae Squartini et al. 2002
- Rhizobium taibaishanense Yao et al. 2012
- Rhizobium tarimense Turdahon et al. 2013
- Rhizobium tibeticum Hou et al. 2009
- Rhizobium tropici Martínez-Romero et al. 1991
- Rhizobium tubonense Zhang et al. 2011
- Rhizobium undicola (de Lajudie et al. 1998) Young et al. 2001
- Rhizobium vallis Wang et al. 2011
- Rhizobium vignae Ren et al. 2011
- Rhizobium vitis (Ophel and Kerr 1990) Young et al. 2001
- Rhizobium yanglingense Tan et al. 2001
- Rhizobium yantingense Chen et al. 2015